# Koromo
Koromo is een gemeente (commune) in de regio Sikasso in Mali. De gemeente telt 9400 inwoners (2009).